# Козинец, Николай Фёдорович
Николай Федорович Козинец (21 октября 1910, с. Беспальче, Золотоношский уезд, Полтавская губерния, Российская империя — 6 октября 1997, Москва) — советский деятель, директор зернового совхоза «Горьковский» Ленинградского района Кокчетавской области. Кандидат в члены ЦК КПСС в 1961—1966 годах. Герой Социалистического Труда (11.01.1957).

## Биография
Родился 21 октября 1910 года в селе Беспальче Золотоношского уезда Полтавской губернии (ныне — Драбовский район Черкасской области Украины) в крестьянской семье.
В 1928 году окончил Золотоношскую сельскохозяйственную школу.
Работал участковым зоотехником Золотоношского райколхозсоюза в Черкасском (с 1927 года — Шевченковском) округе Украинской ССР.
В 1930—1942 годах — техник по животноводству, зоотехник, заведующий участка, управляющий фермы, заместитель директора совхоза «Горняк № 1» в Донбассе.
В марте 1942 года Ворошиловградским горвоенкоматом призван в Красную Армию. Участник Великой Отечественной войны с августа 1942 года. Воевал на Сталинградском, Донском, Степном, 2-м, 1-м, 4-м Украинском фронтах. Служил командиром отделения боепитания 33-го гвардейского артиллерийского полка 14-й гвардейской стрелковой дивизии 4-го Украинского фронта. Участвовал в боях Львовско-Сандомирской операции, захвате Польши, форсировании реки Одер. В 1946 году демобилизован из армии.
Член ВКП (б) с ноября 1942 года.
В 1946—1954 годах — управляющий фермы, директор совхозов «Новый Донбасс» и «Горняк № 1» Сталинской области. В 1954 году уехал в Казахскую ССР.
В 1954—1964 годах — директор вновь зернового совхоза № 5 «Горьковский» Ленинградского района Кокчетавской области. В короткий срок новоселы молодого совхоза освоили тысячи гектаров новых земель, создали животноводческие фермы. Уже в 1956 году совхоз под его руководством собрал более 41 163 тонны зерна, продав государству 29 224 тонны хлеба — почти в полтора раза больше, чем предусматривалось планом.
Указом Президиума Верховного Совета СССР от 11 января 1957 за особо выдающиеся успехи, достигнутые в работе по освоению целинных и залежных земель, получения высокого урожая Козинцу Николаю Фёдоровичу присвоено звание Героя Социалистического Труда с вручением ордена Ленина и золотой медали «Серп и Молот».
В 1964 году выехал за пределы Кокчетавской области. Работал на хозяйственной работе.
Потом — персональный пенсионер в городе Москве.
Умер в 1997 году в Москве.Похоронен на Красногорском кладбище

## Награды и звания
- Герой Социалистического Труда (11.01.1957)
- орден Ленина (11.01.1957)
- орден Отечественной войны II ст. (11.03.1985)
- орден Красной Звезды (18.03.1945)
- медаль «За оборону Сталинграда» (22.12.1942)
- медаль «За боевые заслуги» (1.01.1944)
- медаль «За отвагу» (26.07.1945)
- медаль «За трудовую доблесть» (23.08.1950)
- медали